# 塞維利亞的理髮師
《塞維利亞的理髮師》是法國作家博馬舍於1775年所寫的劇本，原名《Le Barbier de Séville》。以此劇本為基礎所製作的歌劇，最著名的為羅西尼作曲，切萨雷·斯泰尔比尼作詞的二幕歌劇《Il Barbiere di Siviglia》。但最早同樣以上述劇本為基礎所製作的歌劇是由帕伊謝洛作曲，Nicholas Isouard作詞的版本。雖然帕伊謝洛的版本曾經流行過一段時間，不過最終羅西尼的版本通過時間的考驗漸漸，取代較早的而成為最受到歡迎的版本，並且自它在1816年於羅馬首演後就一再演出。
《塞維利亞的理髮師》的為自博馬舍的劇本《費加洛三部曲》中第一部，《塞維利亞的理髮師》（1772年）、《費加洛的婚禮》（1778年）、《有罪的母親》（1792年），而莫札特於1786年作曲的歌劇《費加洛的婚禮》即是基於第二部而寫的。

## 劇中人物介紹
- 羅西娜（Rosina）－巴托羅的監護對象（次女高音或女低音）
- 巴托羅醫生（Doctor Bartolo）－羅西娜的監護人（男低音）
- 阿瑪維瓦伯爵（Count Almaviva）－當地貴族，使用化名「林多羅」（男高音）
- 費加洛（Figaro）－塞維利亞的理髮師（男中音）
- 費歐雷羅（Fiorello）－伯爵的僕人
- 巴西利歐（Basilio）－巴托羅的同謀，音樂教師（男低音）
- 貝塔（Berta）－巴托羅的僕人（女高音）

## 劇情大綱
背景：17世紀的塞維利亞，西班牙

### 第一幕
- 巴托羅醫師家門前的廣場

在醫師巴托羅家門前有一群樂師跟一個學生－－林多羅，正對著羅西娜的窗戶唱著天空裡的微笑（Ecco ridente in cielo）。林多羅其實是阿瑪維瓦伯爵的化名，而他希望美麗的羅西娜會愛上他這個人，而不是愛上他的錢財。阿瑪維瓦付錢將樂師們打發走，留下他自己獨自沉思。費加洛走近伯爵，並開始唱歌（詠嘆調：Largo al factotum della città）。由於費加洛之前曾經是伯爵的僕人，所以伯爵希望他能幫他忙，安排與羅西娜碰面（二重唱：All'idea di quel metallo）。費加洛建議伯爵把自己裝扮成軍人，並且假裝喝醉以混進巴托羅醫師的家中。伯爵很高興的賞賜費加洛。
- 巴托羅醫師家中

（羅西娜獨唱：Una voce poco fa）羅西娜寫信給林多羅。當他正要離開房間時，巴托羅與巴西利歐進來。巴托羅對林多羅有所懷疑，而巴西利歐建議來散佈一些關於林多羅假的流言（詠嘆調：La calunnia è un venticello）。兩人離開後，換羅西娜跟費加洛進場，費加洛希望羅西娜能寫些話來鼓勵林多羅，而事實上她也已經寫了（二重唱：Dunque io son...tu non m'inganni?）。雖然巴托羅感到訝異，但是他依舊抱持著懷疑的態度。
當貝塔想要出門時，他碰到伯爵假扮的士兵。因為對於這個醉倒的男人心有恐懼，所以貝塔尋求巴托羅的保護，而他想辦法要把這個士兵移開，但沒有成功。伯爵計畫著要很快藉此機會告訴羅西娜他就是林多羅，而且想要給他一封信。而巴托羅想要知道在羅西娜手中的那張紙到底寫些什麼，但她調包只給他看一連串冗長的清單。巴托羅跟伯爵這時開始吵嘴，而在此時巴西利歐、費加洛跟貝塔出現，這吵鬧聲已經引起警察的注意。巴托羅以為伯爵已經被逮捕，但是伯爵一跟這些警官報上他的名字,警官忙向他致歉告退，此舉使醫生和羅西娜深感困惑。（終曲：Fredda ed immobile）。

### 第二幕
- 巴托羅醫師家中

兩天後，伯爵喬裝成音樂教師來到醫生的客廳，諉稱音樂教師巴西利歐患病，請他代課。他熱情有禮的向醫生及女郎寒暄。醫生監視著他們上課，他倆去藉歌聲互訴衷情，後來真正的音樂老師巴西利歐來到，伯爵私下賄賂他，促他立刻離去，值此緊要關頭，費加洛堅持要為醫生修面，俾使那對情人有充裕的時間準備私奔，然而這騙局終為醫師識破，他聲言要請公證人起草婚約，強迫羅西娜與他結婚，並捏稱他的愛人林多羅要把她轉讓給聲名狼藉的伯爵。醫師走後，伯爵及時表明身分，並澄清一切誤會。這時，一對情人互訴心曲，發誓忠誠不渝。費加洛則促他們趕快安靜來。巴西利歐送婚約來時，在重金利誘之下，將婚約上醫師之名改為伯爵之名，當醫師回來時，一切都已經太晚了，他只好默認地接受命運安排，唯一引以為傲的是伯爵沒有要求羅西娜的嫁妝。

### 精彩唱段
《快给大忙人让路》：
|  | 啦啦啦，啦啦啦，我来了，快给全城最忙碌的人让路，大早我就去给人理发，赶快！我活得真开心，我多么高兴。我这个理发师实在是高明。好傢伙，费加洛，他真是最好的家伙。我永远运气好，实在太好。我多么辛苦，我每天每夜在东奔西忙，干个不停，人人都尊敬，个个都欢迎。当一个理发师真光荣。梳子和剃刀髪针和小剪刀都放在旁边。听我指挥，业务要精通，说话要漂亮。我伺候姑娘，我招待情郎。我伺候姑娘呀，我招待情郎，啦，啦，啦。我活得真开心，我多么高兴。我这个理发师实在高明。人人都欢迎我，人人都需要我。老头和孩子，姑娘和太太，我是塞维利亚城里的大忙人，人人都离不开我。費加洛，给我剃鬍子，给我捶捶背，替我送封信，给我跑趟腿。别忙，别乱，一个个来，请你原谅。費加洛就来。費加洛，是您哪。费加洛来，费加洛去。费加洛上，费加洛下。我这人手脚勤快，好像是一阵风。谁办事都少不了我费加洛，好傢伙，费加洛可真是个好傢伙。我交好运道，我多快乐。谁要办事情都少不了我。 |

咏叹调《他的声音多温柔》，其中既有对爱情的向往，也有勇敢的决定：
|  | 我听到他美妙的歌声，它在我心中温柔地回响，让我心旌摇荡。林多罗多可爱。啊，林多罗，我爱你，我发誓，我要得到你。……我的那位监护人，会想办法来阻挡，我将快快动脑筋，将事情安排妥当。我多么温柔，我多么娴静，我多么顺从，我多么听话。 但要是谁惹了我，干扰我的事，我也会像毒蛇一样狡猾。我有一千条诡计，千变万化，千变万化。会教你受不了，我会和你开个大玩笑…… |

咏叹调《谣言，诽谤》，他还得意地形容道：
|  | 造谣诽谤像毒气排放，汇成微风，轻轻地吹荡，来时是个温柔模样，大家对它并不提防，它在开始好像一声不响，轻点，吹到地上，低声细语，并不响亮，吹来吹去，嗡嗡作响，然后凑到人们耳旁，溜进耳朵，兴风作浪，弄得人们头昏脑胀，昏头转向，无主张，七嘴八舌，胡说乱讲，声音喧闹，越来越响，一点一点，逐渐增强，鼓起翅膀，到处飞翔，好比雷鸣，发出巨响。好比闪电，射出光芒，像在森林，大摆战场，叫人害怕，心发慌，最后攻势更加猛烈，全面出击，火力加强，势如破竹，没法阻挡，谁要被人污蔑诽谤，谁要被人造谣中伤，会在众人非难和鞭挞下去死，他会死亡。 |